# Vítor de Xanten
Vítor de Xanten (em latim: Victor) foi um mártir e um santo militar cristão. Suas relíquias são mantidas num santuário desde o século XII que hoje está embutido no altar-mor da Catedral de Xanten.
A tradição afirma que Vítor era o prefectus cohortis de uma coorte da Legião Tebana. Ele está intimamente ligado com São Urso de Soleura e acredita-se que tenha sido um parente de Santa Verena. Ele foi executado no século IV no anfiteatro romano de Castra Vetera (onde atualmente está a cidade de Xanten) por se recusar a sacrificar para os deuses romanos.